# Nejc Brodar
Nejc Brodar, slovenski smučarski tekač, * 10. julij 1982, Škofja Loka.
Brodar je za Slovenijo nastopil na Zimskih olimpijskih igrah 2006 v Torinu, kjer je nastopil v šprintu, ekipnem šprintu, teku na 50 kilometrov ter na zasledovalnem teku v prosti ter klasični tehniki. Posamično je v šprintu osvojil 39. mesto, ekipa pa je zasedla 16. mesto. V teku na 50 kilometrov je zasedel 31. mesto, v zasledovalnem teku pa je bil 45.